# Nawdm (Sprache)
Nawdm (auch Naudm, Nawdam, Naoudem) ist die Sprache der Nawdm in Togo und Ghana.
Hier sprechen etwa 145.600 Menschen in der Kara Region in der Nähe von Niamtougou in der Präfektur Doufelgou sowie im Zentrum des Landes in den Präfekturen Sotouboua, Ogou, und Haho. Auch in Lomé lebt eine Sprechergruppe.
Auch in Ghana wird Nawdm in Accra, Ho, Kpandu und der Volta Region gesprochen. Die Sprecherzahl ist nicht weiter angegeben.
Nawdm ist mit der Sprache Yom verwandt.